# Benchagere, Gubbi
Benchagere là một làng thuộc tehsil Gubbi, huyện Tumkur, bang Karnataka, Ấn Độ.